# Thiodina hespera
Thiodina hespera är en spindelart som beskrevs av Richman, Vetter 2004. Thiodina hespera ingår i släktet Thiodina och familjen hoppspindlar. Inga underarter finns listade i Catalogue of Life.